# Делиријум тременс (филм)
Делиријум тременс је српски филм из 2019. године сценаристе и редитеља Горана Марковића. Настао је по његовом драмском тексту који је дуже од деценије извођен на сцени Београдског драмског позоришта. Премијерно је приказан у оквиру 47. Међународног филмског фестивала - Фест 28. фебруара 2019. године.

## О филму
Филм је настао по жељи Предрага Ејдуса, који главну улогу глумца Дагија тумачио на даскама Београдског драмског позоришта више од једне деценије. На основу филма настала је серија од четири епизоде, које ће премијерно бити емитоване на Радио-телевизији Србије на јесен 2019. године. Филм је посвећен глумцу Предрагу Ејдусу (1947—2018).

## Радња
Прича прати познатог глумца Дагија, који се изненада разболи и у болници, уз помоћ психодраме, креће у потрагу за сопственим идентитетом.

## Улоге
| Глумац             | Улога                 |
| ------------------ | --------------------- |
| Тихомир Станић     | Даги                  |
| Анита Манчић       | Лиза                  |
| Игор Ђорђевић      | Душан                 |
| Горица Поповић     | Беба                  |
| Милица Зарић       | Лекарка               |
| Нада Шаргин        | Сања                  |
| Маша Дакић         | Сестра Оливера        |
| Драган Петровић    | Крста                 |
| Светозар Цветковић | Професор              |
| Миодраг Крстовић   | Павле                 |
| Горан Даничић      | Болничар Љубинко      |
| Береда Решит       | Ђемаил                |
| Срђан Тимаров      | Џамба                 |
| Небојша Кундачина  | Партнер у позоришту   |
| Слободан Нинковић  | Лекар                 |
| Анђела Јовановић   | Дагијева мајка        |
| Амар Ћоровић       | Син                   |
| Саша Ђурашевић     | Полицајац             |
| Јован Јелисавчић   | Полицајац             |
| Иван Перковић      | Конобар               |
| Владимир Поповић   | Конобар               |
| Драгана Ђукић      | Анђелка               |
| Иван Томашевић     | Јова                  |
| Горан Марковић     | Позоришни редитељ     |
| Филип Чоловић      | Телевизијски редитељ  |
| Марко Рајић        | Телевизијски асистент |
| Бранка Голубовић   | Шанкерица             |
| Драгана Анђелковић | Шанкерица             |
| Милица Јевтић      | Медицинска сестра     |

## Награде
- Врњачка Бања: Трећа награда за сценарио